# اورلی لوی
اورلی لِوی (عبری: אורלי לוי-אבקסיס‎؛ زادهٔ ۱۱ نوامبر ۱۹۷۳) سیاست‌مدار، مدل و مجری تلویزیون اهل اسرائیل است. او هم‌اکنون عضو مستقل کنست بوده و از حزب اسرائیل خانه ما جدا شده‌است.